# Seventeen
Seventeen — американский молодёжный журнал о моде, основанный в Нью-Йорке. Основная аудитория журнала — это девушки и молодые женщины в возрасте от 13 до 19 лет. Изначально, в 1944 году, идея журнала заключалась в том, чтобы вдохновить девочек-тинейджеров стать образцовыми рабочими и гражданами. Вскоре, после своего дебюта журнал Seventeen изменил свою направленность, его главной темой стала мода.

## История
Первый выпуск журнала Seventeen, опубликованный в Нью-Йорке от редактора, Хелен Валентайн, содержал информацию о женщинах-рабочих и их развитии, как примеры для подражания для молодых девушек. Журнал усилил роль тинейджеров в массовой культуре. Понятие «тинейджер» как особая демографическая категория зародилось именно в ту эпоху.
С 1945 по 1946 год журнал проводил опрос девочек-тинейджеров, чтобы лучше понять аудиторию журнала. Он стал важным источником информации для производителей, стремящихся получить рекомендации о том, как удовлетворить потребительский спрос среди тинейджеров. Сегодня журнал развлекает и развивает уверенность в себе у молодых женщин.
Писательница, Сильвия Плат предоставила журналу около 50 своих коротких рассказов, прежде чем один из них был одобрен и опубликован в августовском номере 1950 года.
Джойс Уокер стала первой темнокожей моделью, появившейся на обложке журнала Seventeen в июле 1971 года. В начале 1980-х годов Уитни Хьюстон также появилась на обложке журнала.
Нью-йоркская новостная корпорация купила компанию «Triangle» в 1988 году, а в 1991 году продала журнал компании K-III Communications (ныне Primedia). В 1999 году Линда Платцнер была назначена издателем, а затем президентом группы журналов Seventeen. Позднее компания Primedia продала журнал медиаконгламерату Hearst Corporation в 2003 году. Журнал Seventeen остаётся популярным и сегодня, несмотря на большую конкуренцию.
В 2012 году в ответ на протесты читателей против ретуши фотографий моделей с помощью графического редактора, журнал Seventeen прекратил практику использования цифровых манипуляций с фотографиями для их улучшения.
В августе 2016 года Мишель Тан была уволена с должности главного редактора, пока она находилась в декретном отпуске. Вскоре после этого было объявлено, что Мишель Промаулайко, главный редактор журнала Cosmopolitan, будет также исполнять обязанности главного редактора журнала Seventeen. Начиная с 2017 года, журнал должен был публиковать только 6 выпусков в год вместо 10, чтобы сосредоточиться на онлайн-версии журнала. В октябре 2018 года было объявлено, что Джессика Пелс сменит Промаулайко на посту главного редактора Cosmopolitan, а Кристин Кох будет назначена новым исполнительным директором Seventeen. В ноябре 2018 года было объявлено, что печатные издания Seventeen будут сокращены до специальных автономных выпусков.

## Международные издания
- Южноафриканское издание журнала Seventeen издавалось компанией «8 Ink Media», базирующейся в Кейптауне. Редактором была Джанин Джелларс. Журнал прекратил своё издание в 2013 году.
- Филиппинская версия издавалась компанией Summit Media, прекратила своё издание в апреле 2009 года.
- Испанское издание публикуется редакцией Televisa.
- Индийском издание публикуется компанией Apricot Publications Pvt. Ltd в Мумбаи.
- Малайзийская версия публикуется издательством Bluinc.
- В Сингапуре журнал издаётся редакцией SPH.
- Тайское издание Seventeen издаётся компанией Media Transasia Limited в Бангкоке.
- В Великобритании не выпускается журнал Seventeen, но есть его аналог, недавно рекламируемый как конкурент Teen Vogue под названием Company.
- Японская версия журнала публикуется издательством Shueisha Publishing Co..

## Seventeen в масс-медиа
Компания Seventeen так же публикует различные книги для тинейджеров, главными темами которых являются: красота, стиль, образование, здоровье и фитнес.
Seventeen был спонсором шоу Топ-модель по-американски. Победительницы этого шоу с 7 по 14-й сезоны снимались для обложек журнала Seventeen, включая Кэриди Инглиш, Жаслин Гонсалес, Сэл Стауэрс, Уитни Томпсон, Макки Салливан, Тейона Андерсон, Николь Фокс и Криста Уайт. Первоначально журнал планировал спонсировать шоу только с 7 по 10-й сезоны, однако, благодаря высокому проценту успеха шоу, журнал продолжил спонсировать его до тех пор, пока его руководство не решило поменять его на Vogue Italia.
В 2011 году журнал сотрудничал с каналом ABC, чтобы снять фильм Кибер-террор о девушке, которая терпит унижения одноклассников в социальной сети. Премьера фильма состоялась 17 июля 2011 года на канале ABC Family.

## Разногласия
В апреле 2012 года 14-летняя Джулия Блум из Уотервилла, создала петицию на сайте Change.org под названием «Журнал Seventeen, покажите девушкам образы реальных девушек! Прошу, чтобы издание журнала пообещало печатать хотя бы один ежемесячный разворот фотографий без фотошопа». Будучи самопровозглашённым активистом SPARK Summit, Блум ходатайствовала о прекращении манипуляций с цифровыми фотографиями.
В мае 2012 года Блум, её мать и группа других членов SPARK Summit были приглашены главным редактором, Энн Шокет в нью-йоркскую штаб-квартиру журнала Seventeen.
3 июля 2012 года Блум объявила, что её петиция победила после получения почти 85 000 подписей в интернете, в результате чего редакция Seventeen пообещала всегда публиковать одну фотографию в месяц без использования цифровых манипуляций. Кроме того, главный редактор журнала Seventeen Шокет опубликовала статью, The Body Peace Treaty в августовском номере журнала Seventeen за 2012 год, предлагая борьбу с цифровыми манипуляциями фотографий в качестве продолжения проекта журнала Body Peace.
Seventeen был спонсором проекта Подиум.

## Редакторы
- Хэлен Валентайн (1944—1953)
- Энид А. Хаупт (1953—1970)
- Мидж Ричардсон (1975—1993)
- Маки Хантер (1993—1994)
- Кэролайн Миллер (1994—1997)
- Мередит Берлин (1997—1999)
- Патрис Г. Адкрофт
- Мия Фаусто-Круз
- Саймон Думенко
- Сабрина Вейл
- Annemarie Iverson (2000—2001)
- Аннемари Айверсон (2003—2007)
- Энн Шокет (2007—2014)
- Мишель Тан (2014—2016)
- Мишель Промоулайко (2016—2018)
- Кристин Кох (2018-настоящее время)